# Chronologie des Krieges in Nahost seit 2023
Die Chronologie des Krieges in Nahost seit 2023 dokumentiert die Entwicklungen im seit Oktober 2023 laufenden Gazakrieg ebenso wie die Entwicklung des bewaffneten Konflikts zwischen Israel und der libanesischen Hisbollah seit August 2024, inklusive der israelischen Bodenoffensive im Südlibanon ab Oktober 2024 und dem Krieg zwischen Israel und dem Iran seit Juni 2025. Der zeitliche Ablauf des israelisch-palästinensischen Konflikts wird in der Chronologie des israelisch-palästinensischen Konflikts dokumentiert.

## August 2025

### 1. August
Das Palästinenserhilfswerk der Vereinten Nationen (UNRWA) meldete, es stünden 6.000 mit Hilfsgütern beladene Lastwagen außerhalb des Gazastreifens bereit, denen es nur an grünem Licht für die Einfahrt mangele. Luftabwürfe seien dagegen ineffizient und unzureichend. Kritiker erklärten Luftabwürfe wegen der relativ geringen Mengen im Vergleich zu Lastwagentransporten für ineffektiv. Außerdem bestehe die Gefahr, dass abgeworfene Paletten Menschen am Boden treffen und töten könnten.
Human Rights Watch warf den israelischen Streitkräften vor, auf der Suche nach Lebensmitteln befindliche palästinensische Zivilisten routinemäßig zu töten und den Hunger als Kriegswaffe einzusetzen. Die von den USA unterstützten israelischen Streitkräfte und privaten Auftragnehmer hätten ein fehlerhaftes, militarisiertes System zur Verteilung von Hilfsgütern eingeführt, das zu regelmäßigen Blutbädern geführt habe. Die UN berichteten, seit Ende Mai seien mehr als 1.300 Menschen getötet worden, die auf der Suche nach Lebensmitteln waren.

### 2. August
Angehörige der israelischen Geiseln und etwa 60.000 Unterstützer demonstrierten in Tel Aviv, schockiert von Videos, die die Hamas und der mit ihr verbündete Islamische Dschihad veröffentlicht hatten. Die Propagandavideos zeigten die israelischen Geiseln Rom Braslavski, der die deutsche Staatsbürgerschaft hat, und Evyatar David, beide geschwächt und in stark abgemagertem Zustand. Auch der US-Sondergesandte für den Nahen Osten, Steve Witkoff, nahm an der Demonstration teil. Der deutsche Bundeskanzler Friedrich Merz (CDU) zeigte sich entrüstet über die Videos. Die Hamas quäle die Geiseln, terrorisiere Israel und benutze die eigene Bevölkerung im Gazastreifen als Schutzschild, erklärte er gegenüber der Bild. Auch Frankreich, Großbritannien und die USA kritisierten die Hamas aufs Schärfste.
Verhandlungen über die Freilassung von Geiseln und einen 60-tägigen Waffenstillstand waren in der Woche zuvor gescheitert. Die Hamas erklärte, sie werde die Waffen nicht niederlegen, solange kein unabhängiger palästinensischer Staat gegründet werde.

### 3. August
Laut palästinensischen Krankenhausangaben wurden mindestens 33 Menschen beim Versuch, Lebensmittel zu bekommen, von israelischen Streitkräften getötet. Das Gesundheitsministerium in Gaza meldete, sechs Menschen seien an diesem Tag an Hunger oder Unterernährung gestorben.
Der rechtsextreme israelische Polizeiminister Itamar Ben-Gvir betete unter Polizeischutz, zusammen mit etwa 1250 weiteren Menschen, am Tempelberg. Die Stätte steht unter jordanischer Obhut; nach einem jahrzehntealten Abkommen dürfen Juden sie besuchen, aber dort nicht beten. Ben-Gvir sagte anlässlich seines Besuches unter Bezugnahme auf die zwei Geiselvideos, Israel müsse „noch heute den ganzen Gazastreifen besetzen, Souveränität im ganzen Gazastreifen erklären“ und die palästinensische Bevölkerung zu „freiwilliger Auswanderung ermutigen“. Auch im besetzten Westjordanland kam es zu Demonstrationen, bei denen Tausende gegen den Krieg in Gaza und die Inhaftierung von Palästinensern in israelischen Gefängnissen protestierten. Die Demonstranten trugen Fotos von Palästinensern, die von Israel getötet oder inhaftiert worden waren, sowie Fotos von hungernden Kindern in Gaza. Mehr als 10.800 Palästinenser sind in israelischen Gefängnissen inhaftiert. Menschenrechtsgruppen haben dokumentiert, dass Palästinenser in großem Umfang von israelischen Gefängniswärtern und Soldaten gefoltert werden, unter anderem durch sexuellen Missbrauch, Nahrungsentzug und körperliche Misshandlungen.
Die Hamas stellte eine über das Rote Kreuz zu organisierende Hilfe für die Geiseln im Gazastreifen in Aussicht. Bedingung sei, dass Israel eine umfassende und dauerhafte Versorgung der Zivilbevölkerung im Gazastreifen ermögliche. Israel müsse zudem während der Verteilung der Hilfsgüter und der Versorgung der Geiseln auf jegliche Luftangriffe verzichten.
Der Palästinensische Rote Halbmond meldete, bei einem israelischen Artillerieangriff auf das Hauptquartier der Organisation in Chan Junis, seien ein Mitarbeiter getötet und drei weitere Menschen verletzt worden.

### 4. August
Neunzehn ehemalige israelische Sicherheitschefs sprachen sich in einem Videoaufruf für ein sofortiges Ende des Gaza-Kriegs aus. Dieser Krieg habe als ein gerechter Krieg begonnen, sagte der Ex-Chef des israelischen Inlandsgeheimdienstes Schin Bet, Ami Ajalon, aber „nachdem wir einen glänzenden militärischen Sieg über alle unsere Feinde erzielt haben, ist dies kein gerechter Krieg mehr“, sagte er. Israel drohe der Verlust seiner Sicherheit und seiner Identität. Der Krieg werde nun eher aus politischen Gründen denn aufgrund militärstrategischer Entscheidungen geführt. Der ehemalige Generalstabschef und Ministerpräsident Ehud Barak, die ehemaligen Generalstabschefs Mosche Jaalon und Dan Chalutz sowie drei ehemalige Mossad-Chefs nahmen ebenfalls an dem Video teil. Gleichzeitig unterschrieben 550 israelische Ex-Sicherheitsbeamte einen Brief an US-Präsident Donald Trump mit der Aufforderung, mehr Druck auf Israels Regierung zur Beendigung des Kriegs auszuüben. „Es ist unsere professionelle Beurteilung, dass die Hamas keine strategische Gefahr mehr für Israel darstellt“, hieß es in dem Brief. Die mit Gewalt zu erreichenden Ziele, „die Zerschlagung der militärischen Strukturen und der Regierung der Hamas“, seien längst erreicht; das dritte und wichtigste Ziel, „alle Geiseln nach Hause zu bringen“, erfordere ein Abkommen. Der israelische Ministerpräsident Benjamin Netanjahu stellte indes eine Ausweitung des Krieges in den Raum, um die Freilassung der Geiseln durch einen „entscheidenden militärischen Sieg“ in Gaza zu erzwingen; diese Überlegung stieß bei den Angehörigen der Geiseln auf breite Kritik.
Israelische Medien berichteten übereinstimmend, Ministerpräsident Netanjahu strebe die militärische Einnahme des gesamten Gazstreifens an. Dies würde auch Einsätze in den letzten noch von der Hamas kontrollierten Gebieten – etwa einem Viertel des Gazastreifens – erfordern, in denen die noch lebenden israelischen Geiseln vermutet wurden. Das israelische Militär hatte sich in der Vergangenheit gegen eine vollständige Besetzung des Gazastreifens ausgesprochen – denn die Beseitigung sämtlicher Hamas-Bunker und -Tunnel könne Jahre dauern und israelische Militäraktionen könnten die Geiseln in Gefahr bringen. Den unbestätigten Medienberichten zufolge wolle Netanjahu dieses Risiko nun aber eingehen. Die Palästinensische Autonomiebehörde rief die internationale Staatengemeinschaft auf, eine Umsetzung solcher Pläne zu verhindern.
Über 100 internationale Journalisten forderten freien Zugang zum Gazastreifen von der israelischen Regierung und der Hamas. In ihrer Petition kritisierten sie die israelische Regierung; diese habe „noch nie dagewesene Restriktionen gegen ausländische Medien verhängt und internationale Journalisten daran gehindert, aus dem Gazastreifen unabhängig und frei zu berichten“.

### 5. August
Ein offener Brief mit dem Titel „Lassen Sie Gaza nicht sterben, Herr Merz!“ bekam Unterschriften von mehr als 360 Kulturschaffenden. Der Brief forderte einen Kurswechsel der deutschen Israel-Politik, den Stopp deutscher Waffenexporte nach Israel und die Aussetzung des EU-Assoziierungsabkommens mit Israel. Außerdem solle Merz von Israel einen sofortigen Waffenstillstand und ungehinderten Zugang für humanitäre Hilfe fordern. Die Unterzeichner verurteilten die grauenvollen Verbrechen der Hamas und zeigten sich erschüttert über die einige Tage zuvor veröffentlichten Videos israelischer Geiseln. Jedoch legitimiere kein Verbrechen die kollektive Bestrafung von Millionen unschuldiger Menschen. Schauspieler Benno Fürmann, der den Appell als einer der ersten unterschrieben hatte, fragte: „Wie können wir eine Regierung unterstützen, die Hunger von Zivilisten als Waffe einsetzt, Hilfe blockiert und damit droht, Gaza dem Erdboden gleich zu machen und Menschen zu vertreiben?“ Merz hatte zwar potenzielle Konsequenzen angedeutet, falls sich die Lage in Gaza nicht deutlich bessern sollte, doch bis dato keine konkreten Maßnahmen genannt.
Israels Außenminister Gideon Sa’ar forderte bei einer Sitzung des UN-Sicherheitsrates in New York erneut die Freilassung der israelischen Geiseln und mehr internationalen Druck auf die Hamas. „Unsere Geiseln werden noch immer von Hamas und Islamischem Dschihad in den Verliesen Gazas ausgehungert und gefoltert“, sagte Sa’ar. Die menschenverachtende Behandlung der Geiseln durch die Hamas wurde von fast allen Rednern verurteilt. Israel erhielt viel Mitgefühl für das Leid der Geiseln, wurde aber auch heftig für seine Kriegsführung kritisiert, insbesondere von den UN-Botschaftern aus Russland und Algerien und vom UN-Vertreter der Palästinenser, Riyad Mansour. Dieser verurteilte die Hamas, warf Israel aber gleichzeitig „Doppelmoral“ vor: „Israel will, dass die Welt das Aushungern der Geiseln verurteilt. Gleichzeitig lässt Israel ein ganzes Volk verhungern.“ Die USA und Argentinien stellten sich als einzige Länder uneingeschränkt hinter Israel.
Hundert israelische Hochschullehrer unterstützten die Forderung deutscher SPD-Politiker um Rolf Mützenich nach einem härteren Kurs Deutschlands gegenüber der israelischen Regierung. Worte allein wären nicht genug, um den Kurs der „ultrarechten Regierung“ zu ändern. Ein fortgesetztes Zögern von Deutschland würde drohen, weitere Gräueltaten zu ermöglichen.

### 6. August
Laut jordanischen Angaben wurde ein 30 Lastwagen umfassender Konvoi mit Hilfslieferungen für den Gazastreifen von israelischen Siedlern angegriffen. Die Lastwagen seien mit Steinen beworfen worden, die Weiterfahrt habe sich um Stunden verzögert. Dies sei der zweite solche Vorfall in den letzten Tagen gewesen. Die israelische Armee teilte mit, sie habe eine Ansammlung israelischer Zivilisten auseinandergetrieben und die Lastwagen dann zu ihrem Zielort begleitet. Abgesehen von den Angriffen kritisierte Jordanien logistische Hürden für Hilfslieferungen in den Gazastreifen, darunter langwierige Inspektionen, komplizierte Antragsverfahren und neue Zollgebühren. Diese hätten die Fahrzeit von zwei auf 36 Stunden erhöht.
Die israelische Armee veröffentlichte Räumungsaufrufe für den Süden von Gaza-Stadt und Chan Yunis.

### 7. August
Ärzte ohne Grenzen erklärte unter Berufung auf eine eigene Untersuchung, die Lebensmittel-Verteilzentren der Gaza Humanitarian Foundation seien zu „Orten orchestrierter Tötungen und Entmenschlichung“ geworden. Die GHF müsse aufgelöst und der UN-Mechanismus zur Lieferung von Hilfsgütern wiederhergestellt werden.
Großmufti Muhammad Ahmad Hussein, der höchste sunnitische Geistliche in Jerusalem, wurde laut übereinstimmenden Berichten von der Times of Israel und der palästinensischen Nachrichtenagentur Wafa von der israelischen Polizei mit einem sechsmonatigen Betretungsverbot für den Tempelberg und die Al-Aksa-Moschee belegt. Er hatte zuvor einen achttägigen Bann erhalten, nachdem er laut Wafa das Aushungern der palästinensischen Bevölkerung im Gazastreifen verurteilt hatte.
Der diplomatische Dienst der EU erklärte, Israel halte sich nicht vollständig an eine mit der EU geschlossene Vereinbarung, die Zivilbevölkerung im Gazastreifen besser zu versorgen. Die Anzahl der täglich in den Gazastreifen einfahrenden Lastwagen sei gestiegen, läge aber immer noch unter der vereinbarten Mindestmenge. Gleichzeitig betonte das Schreiben, dass keine vollständige Datenverifizierung möglich sei, da die israelischen Behörden EU-Vertretern keinen Zugang zum Gazastreifen gewährten. Zudem behindere Israel laut UN und Hilfsorganisationen weiterhin humanitäre Hilfslieferungen. Ein positiver Punkt sei die Wiederaufnahme der 130 Tage lang unterbrochenen Kraftstofflieferungen.
EU-Kommissionsvizepräsidentin Teresa Ribera erklärte in einem Interview mit Politico, Israels Praxis des Aushungerns, der Vertreibung und der Tötung von Palästinensern sehe sehr nach Völkermord aus. Eine Bevölkerung werde „ins Visier genommen, getötet und zum Hungertod verurteilt“. Die Menschen seien eingesperrt, hätten kein Zuhause, keine Nahrung, kein Wasser und keine Medikamente und würden selbst beim Versuch, humanitäre Hilfe zu bekommen, bombardiert und beschossen. Jedwede Menschlichkeit fehle, Zeugen seien nicht zugelassen. „Wenn es kein Genozid ist, entspricht es doch sehr genau der Definition dieses Begriffs“, sagte Ribera.
Israels Ministerpräsident Benjamin Netanjahu erklärte unmittelbar vor einer Sitzung von Israels Sicherheitskabinett, er wolle militärische Kontrolle über den gesamten Gazastreifen gewinnen. Das israelische Militär hatte von diesen Plänen abgeraten; sie könnten israelische Geiseln in den bislang noch nicht besetzten Gebieten gefährden und weitere Todesopfer unter der palästinensischen Zivilbevölkerung fordern.

### 8. August
Das Büro von Premierminister Benjamin Netanjahu ließ verlauten, das israelische Sicherheitskabinett habe einem Plan zur Einnahme von Gaza-Stadt zugestimmt. Außerdem wurden fünf Prinzipien zur Beendigung des Kriegs im Gazastreifen genannt: Entwaffnung der Hamas, Rückkehr aller Geiseln, militärische Kontrolle des Gazastreifens durch Israel, Demilitarisierung des Küstengebiets und Aufbau einer alternativen Zivilregierung ohne Beteiligung der Hamas oder der Palästinensischen Autonomiebehörde.
Der Plan des israelischen Sicherheitskabinetts, dem auch Netanjahus rechtsextreme Koalitionspartner Bezalel Smotrich und Itamar Ben-Gvir angehören, stieß in Israel und international sofort auf heftige Kritik. Der israelische Oppositionsführer Yair Lapid und Angehörige der Geiseln sprachen von einer „Katastrophe“; UN-Menschenrechtskommissar Volker Türk forderte einen sofortigen Stopp des Plans. Dieser stehe „im Widerspruch zum Urteil des Internationalen Gerichtshofs, wonach Israel seine Besatzung so schnell wie möglich beenden muss“, erklärte Türk. Außerdem widerspreche das Vorhaben der Zweistaatenlösung und dem „Recht der Palästinenser auf Selbstbestimmung“. Die Vereinten Nationen sagten, es sei klar, dass die Ausweitung militärischer Aktivitäten „katastrophale Folgen für Millionen Palästinenser haben und das Leben der verbliebenen Geiseln in Gaza weiter gefährden könnte“. EU-Kommissionspräsidentin Ursula von der Leyen und EU-Ratspräsident António Costa forderten Israel ebenso wie der britische Premierminister Keir Starmer auf, die Entscheidung zu überdenken. Saudi-Arabien warf Israel vor, die palästinensische Zivlbevölkerung aus dem Gazastreifen vertreiben zu wollen. Man verurteile neben den ethnischen Säuberungen auch das Aushungern und das brutale Vorgehen gegen die Palästinenser. Die militant-islamistische Hamas erklärte, die israelischen Pläne seien „Teil der anhaltenden israelischen Politik des Genozids und der Zwangsvertreibung“ und fügten sich ein in die „brutale Praxis der ethnischen Säuberung unseres palästinensischen Volkes“. Der Regierung Netanjahu sei das Schicksal der Geiseln gleichgültig. Die Entscheidung erkläre im Nachhinein, warum sich Israel aus Verhandlungen um eine Waffenruhe und den Austausch von Geiseln gegen palästinensische Gefangene in israelischen Gefängnissen zurückgezogen habe. Die Hamas sei weiterhin zu einer Verhandlungslösung bereit. Der UN-Sicherheitsrat beraumte eine Dringlichkeitssitzung für den 9. August 2025 an.
Israels früherer Parlamentspräsident Avraham Burg rief Juden weltweit auf, beim Internationalen Strafgerichtshof in Den Haag Klage gegen Israel zu führen, wegen Verbrechen gegen die Menschlichkeit, die „unter der falschen Flagge unserer jüdischen Identität“ verübt würden. Der linksgerichtete Politiker erklärte: „Ja, die Hamas hat schreckliche Verbrechen gegen die Menschlichkeit begangen. Aber nichts davon rechtfertigt die Taten, die Israel seither in Gaza begangen hat.“ Ben-Gvir und Smotrich bezeichnete er als „Bandenführer messianischer Milizen“; sie hätten „den israelischen Staat niedergerissen. Dieses Land existiert nicht mehr.“
Die deutsche Bundesregierung verhängte einen teilweisen Exportstopp für Rüstungsgüter. Deutschland werde „bis auf Weiteres keine Ausfuhren von Rüstungsgütern“ genehmigen, „die im Gazastreifen zum Einsatz kommen können“, erklärte Bundeskanzler Friedrich Merz. Die Bundesregierung sei zutiefst besorgt über das andauernde Leiden der palästinensischen Zivilbevölkerung in Gaza. Auch habe die Bundesregierung die israelische Regierung dringend aufgefordert, „keine weiteren Schritte hin zu einer Annexion des Westjordanlands zu unternehmen“. Auf welche konkreten Rüstungsgüter sich der Ausfuhrstopp erstreckte, ging aus der Stellungnahme des Kanzlers nicht hervor.
Netanjahu warf Deutschland vor, mit dem teilweisen Waffenexportstopp die islamistische Hamas belohnt zu haben. Er habe Merz gegenüber seine Enttäuschung ausgedrückt, teilte sein Büro mit. „Anstatt den gerechten Krieg Israels gegen die Hamas zu unterstützen, die den schrecklichsten Angriff auf das jüdische Volk seit dem Holocaust verübt hat, belohnt Deutschland den Terrorismus der Hamas durch ein Waffenembargo für Israel“, hieß es in der Mitteilung. Die Deutsch-Israelische Gesellschaft kritisierte die Entscheidung der Bundesregierung, Waffenexporte an Israel teilweise auszusetzen, und warnte „vor deutscher Hochnäsigkeit“. Denn „wenn Israel sich bei Rüstungslieferungen nach Deutschland revanchieren sollte, sieht es um die Zukunft deutscher Luftsicherheit schlecht bestellt aus.“ Sie begrüßte, dass laut Premierminister Netanjahu entgegen den Forderungen von Smotrich und Ben-Gvir keine Annexion des Gazastreifens angestrebt werde, und räumte ein, dass die Frage, was die korrekte Vorgehensweise in Gaza sei, in Israel selbst ebenfalls „politisch wie militärisch umstritten“ sei. Auch der Zentralrat der Juden kritisierte den Exportstopp der Bundesregierung: „Dieser Kurswechsel läuft allen Solidaritätsbekundungen und Versprechen zuwider, die der Bundeskanzler seit seinem Amtsantritt vertreten hat“, sagte Zentralratspräsident Josef Schuster. Lob kam hingegen vom israelischen Historiker Moshe Zimmermann, der die Entscheidung als „schon lange überfällig“ bezeichnete. Jeremy Issacharoff, ehemaliger Botschafter Israels in Deutschland, bezeichnete die Entscheidung als „maßvoll im Umfang und zeitlich begrenzt“.

### 9. August
Die Außenminister Deutschlands, Großbritanniens, Italiens, Australiens und Neuseelands ließen in einer gemeinsamen Erklärung verlauten, dass die israelischen Pläne zur Kontrolle von Gaza-Stadt die ohnehin schon gefährliche Lage weiter verschlimmern würden, wobei sich in dem Gebiet jetzt schon das „Worst-Case-Szenario“ einer Massenhungersnot abzeichne. Die angekündigte Offensive würde die humanitäre Lage verschärfen, das Leben der Geiseln in Gefahr bringen und könnte zur massiven Vertreibung von Zivilisten führen. Zudem könnte der Plan einen Verstoß gegen das humanitäre Völkerrecht darstellen. Von der Hamas forderten die Außenminister die sofortige Freilassung der Geiseln. Der einzige Weg zu dauerhaftem Frieden sei zudem eine Zweistaatenlösung. Dafür müsse die islamistische Hamas entwaffnet und von der Regierungsverantwortung ausgeschlossen werden. Vielmehr solle, entgegen Israels Plänen, die Palästinensische Autonomiebehörde eine zentrale Rolle spielen.
Die Sitzung des UN-Sicherheitsrates wurde auf den 10. August verschoben.
In Tel Aviv protestierten über zehntausend Menschen, darunter Vertreter der Familien der Geiseln, gegen die geplante Militäraktion in Gaza-Stadt.

### 10. August
Bei der von Dänemark, Frankreich, Griechenland, Großbritannien und Slowenien beantragten Dringlichkeitssitzung des UN-Sicherheitsrates wurden die israelischen Pläne zur Ausweitung der Kampfhandlungen im Gazastreifen von den europäischen Staaten und dem beigeordneten UN-Generalsekretär Miroslav Jenca scharf kritisiert. Die Pläne würden „wahrscheinlich zu einer weiteren Katastrophe in Gaza führen, mit Auswirkungen auf die ganze Region und weiteren Vertreibungen, Tötungen und mehr Zerstörung“, sagte Jenca. Die europäischen Staaten sahen in den Plänen einen möglichen Verstoß gegen das humanitäre Völkerrecht. Verteidigt wurde Israel bei der Sitzung dagegen von den USA. Der israelische Premierminister Benjamin Netanjahu hielt eine Pressekonferenz, bei der er die Pläne seiner Regierung verteidigte und der internationalen Presse vorwarf, auf Hamas-Propaganda hereingefallen zu sein.
Bei einem gezielten israelischen Angriff auf das Journalistenzelt am Al-Shifa-Krankenhaus wurden vier lokale palästinensische Al-Jazeera-Journalisten, darunter der bekannte Reporter Anas Al-Sharif, und ihr Fahrer getötet. Das israelische Militär teilte mit, es habe in Al-Sharif den Chef einer Hamas-Zelle, der sich als Journalist ausgegeben habe, getötet. Die Anschuldigung sei durch Geheimdienstinformationen und im Gazastreifen gefundene Dokumente bestätigt worden. Den Monat zuvor hatte die UN-Sonderberichterstatterin zur Meinungsfreiheit, Irene Khan, die Behauptungen als unbegründet zurückgewiesen; das Komitee zum Schutz von Journalisten (CPJ) hatte erklärt, Al-Sharif sei „Ziel einer Verleumdungskampagne durch das israelische Militär“, und Besorgnis um seine Sicherheit zum Ausdruck gebracht. Das CPJ äußerte sich nach dem Angriff „entsetzt“ über die Tötung der Journalisten. „Die Praxis Israels, Journalisten ohne glaubwürdige Beweise als Kämpfer zu bezeichnen, wirft ernsthafte Fragen auf“, erklärte CPJ-Regionalleiterin Sara Kudah; Journalisten seien Zivilisten und dürften niemals zur Zielscheibe werden.

### 11. August
Die gezielte Tötung des aus lokalen Mitarbeitern bestehenden Al-Jazeera-Journalisten-Teams um den palästinensischen Journalisten Anas Al-Sharif durch die israelischen Streitkräfte stieß international auf heftige Kritik. Der britische Premierminister Keir Starmer ließ verlauten, er sei „zutiefst besorgt“ über die wiederholten Angriffe auf Journalisten in Gaza. Das UN-Menschenrechtsbüro verurteilte die Tötungen als „schwerwiegenden Verstoß gegen das humanitäre Völkerrecht“. Die Internationale Journalisten-Föderation (IFJ) verurteilte den Angriff „aufs Schärfste“, weitere Kritik kam vom Deutschen Journalisten-Verband (DJV): „Wir verlangen Aufklärung über die Hintergründe der Tötungen“, erklärte der DJV-Bundesvorsitzende Mika Beuster. Eine unabhängige Prüfung der gegen Al-Sharif erhobenen Vorwürfe sei unmöglich, da Israel internationalen Journalisten keinen Zugang zum Gazastreifen gewähre, sagte Beuster. Al Jazeera, eine der wenigen Medienorganisationen mit einem großen Team von Reportern im Gazastreifen, erklärte: „Anas und seine Kollegen gehörten zu den letzten verbliebenen Stimmen aus Gaza, die der Welt ungefilterte Berichte aus erster Hand über die verheerenden Realitäten lieferten, denen die Bevölkerung ausgesetzt ist.“ Die deutsche Bundesregierung verlangte Aufklärung von Israel. Seit Kriegsbeginn seien mehr als 200 Medienschaffende von israelischen Streitkräften getötet worden. Diese Zahl sei „absolut inakzeptabel“.
Reuters berichtete basierend auf Augenzeugenberichten, israelische Panzer und Flugzeuge hätten am Montag verstärkt Sabra, Saitun und Shejaia, drei östliche Vororte von Gaza-Stadt, unter Beschuss genommen, Bewohner berichteten, es sei eine der schlimmsten Nächte seit Wochen gewesen. Viele Familien seien in Richtung Westen geflüchtet. Israels Militär meldete Artilleriefeuer auf Hamas-Kämpfer in dem Gebiet.
Der französische Präsident Emmanuel Macron sprach sich für eine UN-Stabilisierungsmission im Gazastreifen aus. Dies sei „der einzige glaubhafte Weg, um aus einer für die Geisel-Familien und die Bewohner des Gazastreifens inakzeptablen Situation zu kommen.“ Eine solche Lösung habe Priorität. „Nein zu einer israelischen Militäroperation. Ja zu einer internationalen Koalition unter Mandat der UN, um gegen den Terrorismus zu kämpfen, Gaza zu stabilisieren und die Bevölkerung zu unterstützen.“ Die Mission solle auch zur Entwaffnung und Entmilitarisierung der islamistischen Hamas beitragen und eine palästinensische Führung unterstützen. Darauf solle der Sicherheitsrat hinarbeiten. Den Plan von Israels Ministerpräsident zur Ausweitung des Gaza-Kriegs krisierte Macron scharf, als „ein angekündigtes Desaster beispielloser Schwere“. Der Krieg müsse „jetzt mit einer permanenten Waffenruhe beendet werden.“
Der norwegische Staatsfonds trennte sich von seinen Beteiligungen an elf israelischen Unternehmen. Finanzminister Jens Stoltenberg erklärte, weitere Maßnahmen würden folgen, es dürfe keine Investitionen in Unternehmen geben, die an der Besetzung des Westjordanlands und dem Gaza-Krieg beteiligt seien.
Der australische Premierminister Anthony Albanese bestätigte, dass Australien Palästina bei der UN-Generalversammlung im September als Staat anerkennen werde. Eine Zwei-Staaten-Lösung sei „die beste Hoffnung der Menschheit, den Kreislauf der Gewalt im Nahen Osten zu durchbrechen und dem Konflikt, dem Leid und dem Hunger im Gazastreifen ein Ende zu setzen“.

### 12. August
Israel verschärfte seine Bombenangriffe im Gazastreifen. Laut dem von der Hamas kontrollierten Zivilschutz in Gaza wurden binnen 24 Stunden 89 oder mehr Menschen getötet, darunter mindestens 15 in einer Warteschlange für Lebensmittel.
Vertreter von 26 westlichen Staaten und der EU-Kommission forderten von Israel, Hilfslieferungen in den Gazastreifen zuzulassen. „Alle Grenzübergänge und Routen müssen genutzt werden, um eine Flut von Hilfsgütern nach Gaza zu ermöglichen“, hieß es in einer gemeinsamen Erklärung von drei EU-Kommissaren – darunter EU-Außenbeauftragte Kaja Kallas – sowie den Außenministern der meisten EU-Länder, Australiens, Kanadas, Islands, Japans, Norwegens, der Schweiz und Großbritanniens. „Vor unseren Augen breitet sich eine Hungersnot aus“, hieß es in der Erklärung. Es seien dringend Maßnahmen notwendig, um sie abzuwenden. Gebraucht würden Lebensmittel, Unterkünfte, Treibstoff, sauberes Wasser und Medikamente. An den Verteilungsstellen müssten Zivilisten und Helfer geschützt werden. Israel solle „alle Hilfslieferungen internationaler Nichtregierungsorganisationen“ genehmigen und deren Arbeit nicht länger behindern. Die Außenminister Deutschlands und Ungarns waren nicht unter den Unterzeichnern.
Der Menschenrechtskommissar des Europarates, Michael O’Flaherty, drängte auf die Unterlassung von Waffenlieferungen, die zu Menschenrechtsverletzungen im Gazakrieg führen könnten.

### 13. August
UN-Generalsekretär António Guterres warf Israel sexuelle Gewalt gegen palästinensische Gefangene vor und forderte eine Untersuchung der Vorwürfe sowie Maßnahmen zur Verhinderung weiterer Übergriffe. Er berief sich auf Informationen, deren Sammlung durch einen eingeschränkten UN-Zugang erschwert wurde.
Israels UN-Botschafter Danny Danon von der rechtspopulistischen Likud-Partei wies die Anschuldigungen zurück und kritisierte Guterres. Er lenkte den Fokus stattdessen auf die Kriegsverbrechen der Hamas und betonte Israels Recht zur Selbstverteidigung. Der vorherige UN-Bericht mit dem Titel „Israels systematischer Einsatz sexueller, reproduktiver und anderer Formen geschlechtsspezifischer Gewalt seit dem 7. Oktober 2023“ hatte Israel bereits ähnliche Vorwürfe gemacht, was von Israel als voreingenommen abgelehnt wurde.
Der UN-Bericht vom 13. März 2025 warf Israel seit dem 7. Oktober 2023 systematische sexuelle, reproduktive und geschlechtsspezifische Gewalt durch Sicherheitskräfte und Siedler vor. Vergewaltigungen, Folter und Misshandlungen, insbesondere in Haft, hätten zugenommen, die gezielte Zerstörung von Gesundheitszentren, der Zugangsverzicht zu medizinischer Versorgung und Hunger als Kriegsmittel zu schwerwiegenden reproduktiven Schäden geführt. Die UN-Kommission sah dies als Teil einer Strategie, die die physische und psychische Existenz der palästinensischen Bevölkerung als Gruppe untergrabe – möglicherweise als Genozidhandlung. Straflosigkeit und Billigung durch Führungsebenen machten deren Verantwortung deutlich. Die UN-Berichterstattung forderte die Beendigung der Besatzung, Rückkehr von Flüchtlingen und Beseitigung struktureller Diskriminierung.
Bei israelischen Angriffen im gesamten Gazastreifen wurden mindestens 29 Menschen getötet, darunter fünf Kinder. Laut der israelischen Zeitung Haaretz wurden die Kinder zusammen mit zwei Familienangehörigen bei einem Bombenangriff auf Zelte von Vertriebenen in Gaza-Stadt getötet. In Zeitoun starben zwölf Menschen bei einem Angriff auf ein Gebäude. Zudem wurden bei einem Beschuss südlich von Wadi Gaza fünf Menschen beim Warten auf Hilfsgüter getötet, zehn weitere wurden verletzt. Die Angaben stammten aus örtlichen medizinischen Quellen und der palästinensischen Nachrichtenagentur Wafa.

### 14. August
Mehr als 100 Hilfsorganisationen – darunter Ärzte ohne Grenzen, Oxfam und CARE International – warfen Israel vor, trotz der verheerenden Lage im Gazastreifen humanitäre Hilfe durch neue Vorschriften und Regeln zu blockieren. „Während die palästinensische Bevölkerung hungert, warten Lebensmittel, Medikamente, Wasser und andere Hilfsgüter im Wert von mehreren Millionen Dollar in Lagerhäusern in Jordanien und Ägypten darauf, eingelassen zu werden“, hieß es in der gemeinsamen Erklärung. Die Organisationen forderten die bedingungslose Öffnung der Grenzen für Hilfslieferungen.
Israels rechtsextremer Finanzminister Bezalel Smotrich genehmigte Pläne für das als „E1“ bekannte Siedlungsprojekt im Westjordanland. Die neue Siedlung würde Ostjerusalem vom besetzten Westjordanland abtrennen und, so Smotrich, einen palästinensischen Staat unmöglich machen. Das palästinensische Außenministerium bezeichnete die Pläne als Fortsetzung des Völkermords, der Vertreibung und der Annexion palästinensischer Gebiete. Rechtsextreme israelische Politiker, darunter auch Regierungsmitglieder, hatten wiederholt erklärt, ihr Ziel sei die Annexion des gesamten Westjordanlandes. „Ihr habt keine Chance, es wird keinen palästinensischen Staat geben“, sagte Smotrich während einer Pressekonferenz, gerichtet an mehrere Länder, die im September bei der Generalversammlung der Vereinten Nationen die Anerkennung verkünden wollen. „Ihr werdet nicht von Übersee aus entscheiden, wie die Zukunft des jüdischen Volkes aussieht.“ Eine Woche zuvor, am 8. August, hatte die deutsche Bundesregierung die israelische Regierung dringend aufgefordert, „keine weiteren Schritte hin zu einer Annexion des Westjordanlands zu unternehmen“.

### 15. August
Die deutsche Bundesregierung hat die israelischen Pläne zum Bau neuer Siedlungen im Westjordanland scharf kritisiert. „Der Siedlungsbau verstößt gegen das Völkerrecht und einschlägige Resolutionen des UN-Sicherheitsrats“, sagte ein Sprecher des Auswärtigen Amtes. „Er erschwert eine verhandelte Zweistaatenlösung sowie ein Ende der israelischen Besatzung des Westjordanlands, wie der Internationale Gerichtshof es fordert.“
Der rechtsextreme Finanzminister Israels, Bezalel Smotrich, hatte zuvor Pläne zum Bau von rund 3.400 Wohneinheiten im Gebiet E1 zwischen Ost-Jerusalem und der Siedlung Maale Adumim verkündet. Den „heuchlerischen europäischen Staats- und Regierungschefs“ solle „nichts mehr zum Anerkennen“ bleiben, so Smotrich. Auch die Europäische Union verurteilte Smotrichs Ankündigung und sprach von Rechtsbruch. Solche einseitigen Entscheidungen „verschärfen die ohnehin schon angespannte Lage vor Ort und untergraben weiter jede Möglichkeit für Frieden“, sagte die EU-Außenbeauftragte Kaja Kallas laut einer Mitteilung. Sie verstoßen nach ihren Worten zudem gegen das internationale Recht.
Das türkische Ministerium für auswärtige Angelegenheiten teilte mit, dass die Türkei die israelische Genehmigung des Siedlungsplans für das Gebiet E1 verurteile: „Dieser Schritt, der das Westjordanland von Ost-Jerusalem abtrennen wird, missachtet das Völkerrecht und UN-Resolutionen und greift die territoriale Integrität des Staates Palästina an, die die Grundlage für eine Zweistaatenlösung und die Hoffnung auf einen dauerhaften Frieden darstellt“.
Laut Berichten des Guardian und dem +972 Magazine untersucht Microsoft, ob Israels Militärgeheimdienst Unit 8200 den Microsoft-Dienst Azure zur vertragsbrüchigen Massenüberwachung von Palästinensern nutzt. Demnach werden täglich Millionen abgehörter Telefonate aus Gaza und dem Westjordanland auf Microsoft-Servern in Irland und den Niederlanden gespeichert, um „eine Million Anrufe pro Stunde“ zu erfassen. Auslöser der Untersuchung ist ein im Jahr 2021 am Microsoft-Hauptsitz bei Seattle vereinbarter Cloud-Vertrag zwischen Microsoft-CEO Satya Nadella und dem Kommandanten von Unit 8200, Yossi Sariel. Dieser Vertrag gewährte der Einheit ab dem Jahr 2022 Zugriff auf einen abgeschotteten Azure-Bereich zur Massenspeicherung sensibler Daten. Intern wurde das Projekt lediglich als „sensible Workloads“ bezeichnet, ohne konkrete Überwachungsziele zu nennen. Microsoft betont, die Zusammenarbeit diene der „Stärkung der Cybersicherheit Israels“, während Quellen von Unit 8200 die Kapazität mit einer Million Gesprächen pro Stunde angeben. Die Vorwürfe werfen Fragen nach der Einhaltung ethischer Richtlinien und Datenschutzstandards durch Microsoft auf.

### 16. August
Israels Regierung hielt trotz massiver internationaler Kritik am Militäreinsatz im Gazastreifen und der vollständigen Einnahme von Gaza-Stadt fest und begann mit Vorbereitungen zur Umsiedlung palästinensischer Zivilisten. Die Militärbehörde Cogat ließ verlauten, die Lieferung von Zelten und Ausstattung für Unterkünfte werde wieder aufgenommen, als Teil von Vorbereitungen zur Evakuierung der Kampfgebiete.
In Israel demonstrierten Tausende für ein Ende des Kriegs, Geiselfamilien riefen zu einem Generalstreik auf.
Nach Angaben der von der Hamas kontrollierten Gesundheitsbehörde im Gazastreifen wurden bei israelischen Angriffen in den 24 Stunden zuvor 62 Palästinenser getötet, 29 davon im Zusammenhang mit der Verteilung von humanitären Hilfsgütern. Die Zahl der Toten seit Kriegsbeginn sei nun auf fast 62.000 gestiegen.

### 17. August
In Tel Aviv protestierten über 200.000 Menschen für die Freilassung der Geiseln und ein Ende des Gaza-Krieges. Landesweit nahmen über eine Million Israelis an den Protesten teil. Redner und Demonstranten forderten die israelische Regierung auf, ihre Entscheidung, Gaza-Stadt und andere Gebiete im Gazastreifen militärisch einzunehmen, rückgängig zu machen. Zahlreiche Kommunen und Unternehmen streikten.

### 18. August
Bei Verhandlungen über eine Feuerpause im Gazastreifen gab die Hamas nach eigener Darstellung eine „positive Antwort“ auf einen neuen Vorschlag von Vermittlern. Laut israelischen Medien sollen dabei während einer 60-tägigen Waffenruhe zehn lebende Geiseln sowie die Leichen von 18 Entführten im Gegenzug für palästinensische Häftlinge freigelassen werden.
Der israelische Premier Benjamin Netanjahu kritisierte die Demonstrationen vom Vortag: „Diejenigen, die heute das Ende des Krieges ohne eine Niederlage der Hamas fordern, verhärten nicht nur die Haltung der Hamas und verzögern die Freilassung unserer Geiseln, sondern sorgen auch dafür, dass sich die Gräueltaten vom 7. Oktober immer wiederholen und unsere Söhne und Töchter immer wieder in einem endlosen Krieg kämpfen müssen. Um die Freilassung unserer Geiseln voranzutreiben und sicherzustellen, dass der Gazastreifen keine Bedrohung mehr für Israel darstellt, müssen wir deshalb die Arbeit beenden und die Hamas besiegen.“
CNN berichtete, dass Aharon Haliva, der von 2021 bis 2024 Befehlshaber des Nachrichtendienstes des israelischen Militärs war, in einem geleakten Audiomitschnitt sagte, dass „für alles, was am 7. Oktober passiert ist“, „für jeden Menschen am 7. Oktober“, „50 Palästinenser sterben“ müssten. Es spiele „keine Rolle, ob es Kinder sind. Ab und zu brauchen sie eine Nakba, um den Preis zu spüren.“ „Die Tatsache, dass es in Gaza bereits 50.000 Tote gibt“, sei „notwendig und erforderlich für zukünftige Generationen.“ Haliva bestätigte den Audiomitschnitt und erklärte, diese Aussagen zu bedauern.
Das Humanitarian Country Team (HCT) für Palästina, ein Forum, in dem UN-Organisationen wie bspw. OCHA, FAO, UNICEF und über 200 Nichtregierungsorganisationen vertreten sind, warnte vor den humanitären Folgen israelischer Militäroperationen in Gaza-Stadt. Es wurde auf die prekäre Lage der bereits von Vertreibung und Mangelernährung betroffenen Bevölkerung hingewiesen. Das HCT appellierte an alle Konfliktparteien, ihre völkerrechtlichen Verpflichtungen zum Schutz von Zivilisten zu erfüllen. Es forderte eine Waffenruhe, Freilassung der Geiseln und ungehinderten humanitären Zugang.

### 19. August
Die humanitären Behörden der Vereinten Nationen warnen vor einer katastrophalen Lage im Gazastreifen. Thameen Al-Kheetan vom UN-Menschenrechtsbüro in Genf teilte mit, die eingehende Hilfe sei „völlig unzureichend”, um den Hungertod abzuwenden. Das „überall vorhandene Verhungerungsrisiko” bezeichnete er als direkte Folge der israelischen Blockadepolitik. In den letzten Wochen hätten die israelischen Behörden nur Mengen zugelassen, die „weit unter dem für die Abwendung von Massenverhungerung Erforderlichen” lägen. Hungerbedingte Todesfälle, auch bei Kindern, wurden weiterhin gemeldet.
Durch die intensivierten Angriffe der israelischen Armee im Norden wurden weitere Palästinenser zur Flucht gezwungen, oft in das überfüllte Al-Mawasi-Gebiet, wo die Bedingungen katastrophal sind. Hunderttausende haben dort kaum Zugang zu Nahrung, Wasser, Strom und Zelten. Besorgniserregend ist laut Angaben der UN, dass seit dem 27. Mai 1.857 Palästinenser getötet wurden, während sie nach Nahrung suchten – 1.021 davon bei Hilfsstellen und 836 auf Lieferwegen –, meist durch israelische Militäraktionen.
Trotz der angekündigten Lockerung des Verbots für Unterkunftsmaterialien konnten die UN-Agenturen keine Zelte in den Gazastreifen einführen. Mindestens 1,35 Millionen Menschen benötigen dringend Notunterkünfte, während vorhandene Zelte durch Sonneneinstrahlung und häufige Umsiedlungen unbrauchbar geworden sind, so die UN. Die geplante Ausweitung der israelischen Militäroperationen in Gaza-Stadt droht weitere Massenflucht in den überfüllten Süden auszulösen. Zudem verurteilte die UN ein Video, in dem der rechtsradikale israelische Sicherheitsminister Itamar Ben-Gvir den palästinensischen Führer Marwan Barghuthi demütigte, als „unannehmbar” und potenziell gewaltfördernd.

### 20. August
Infolge eines Überraschungsangriffs der Hamas auf die israelische Armee kam es erstmals seit Monaten zu schweren Gefechten.
Der israelische Verteidigungsminister Israel Katz gab bekannt, dass er den Plan zur Eroberung von Gaza-Stadt genehmigt habe. Dies erfordere die Einberufung von 60.000 Reservisten. Der deutsche Vizeregierungssprecher Steffen Meyer sagte, die Bundesregierung lehne „diese Verschärfung der Militäroperation“ ab. Es lasse sich „immer weniger erkennen“, wie das Vorgehen Israels „die Freilassung der Geiseln aber auch einen Waffenstillstand“ herbeiführen solle. Der jordanische Außenminister erklärte, Israel töte jede Aussicht auf Frieden im Nahen Osten.
Das Internationale Komitee vom Roten Kreuz (IKRK) hat vor den israelischen Plänen zur Umsiedlung der Zivilbevölkerung von Gaza-Stadt in den Süden des Gazastreifens gewarnt. In einer Stellungnahme bezeichnete es dieses Vorhaben als risikoreich für die ohnehin bereits katastrophale humanitäre Lage. Das IKRK betonte, dass bereits über 80 Prozent des Gazastreifens von Evakuierungsanordnungen betroffen seien. Eine weitere Verdrängung in einen engeren Raum sei unvorstellbar und erhöhe die Gefahren für Zivilisten. Das humanitäre Völkerrecht schützt alle Bewohner, unabhängig davon, ob sie bleiben oder gehen, und militärische Operationen müssen stets zivile Schutzmaßnahmen priorisieren. Die Organisation prognostizierte, eine Eskalation der Kampfhandlungen würde das Leid verschärfen, zu mehr Familientrennungen führen und eine irreversible humanitäre Krise auslösen. Zudem könnten die Pläne das Leben der in Gaza festgehaltenen israelischen Geiseln gefährden.
Israel gab bekannt, dass die Pläne für den Bau eines großen neuen illegalen Siedlungsblocks genehmigt wurden. Der E1-Block würde das Westjordanland praktisch in zwei Hälften teilen, mit der Absicht – so hatte der rechtsextreme Finanzminister Bezalel Smotrich einige Tage zuvor verkündet – jede Aussicht auf die Gründung eines funktionsfähigen palästinensischen Staates zu zerstören. Die Pläne wurden international heftig kritisiert. Der deutsche Außenminister Johann Wadephul sagte: „Derartige Vorhaben wären, wenn sie durchgeführt werden würden, völkerrechtswidrig und würden eine Zweistaatenlösung verunmöglichen“. Die Bundesregierung befürworte eine Zweistaatenlösung und rate dringend von diesem Vorhaben ab.
Ein israelischer Militärsprecher erklärte, Israel treibe die Offensive auf Gaza-Stadt voran. Außenbezirke seien bereits eingenommen.